# Mirdita, Albanien
Mirditë (bestämd form Mirdita, som betyder antingen "vacker dag" eller "god dag") är en kommun i Lezhë prefektur i nordvästra Albanien. Det skapades 2015 genom sammanslagningen av de tidigare kommunerna Fan, Kaçinar, Kthellë, Orosh, Rrëshen, Rubik och Selitë. Kommunens säte är staden Rrëshen. Den totala befolkningen är på 22.103 personer (folkräkning från 2011), med en yta på 869,71 km2.
Under det osmanska styret fick Mirdita, tillsammans med de omgivande stamregionerna, status som delvis oberoende från det osmanska styret och lyckades bevara sin romersk-katolska tro.